# Biskupi Litomyšla

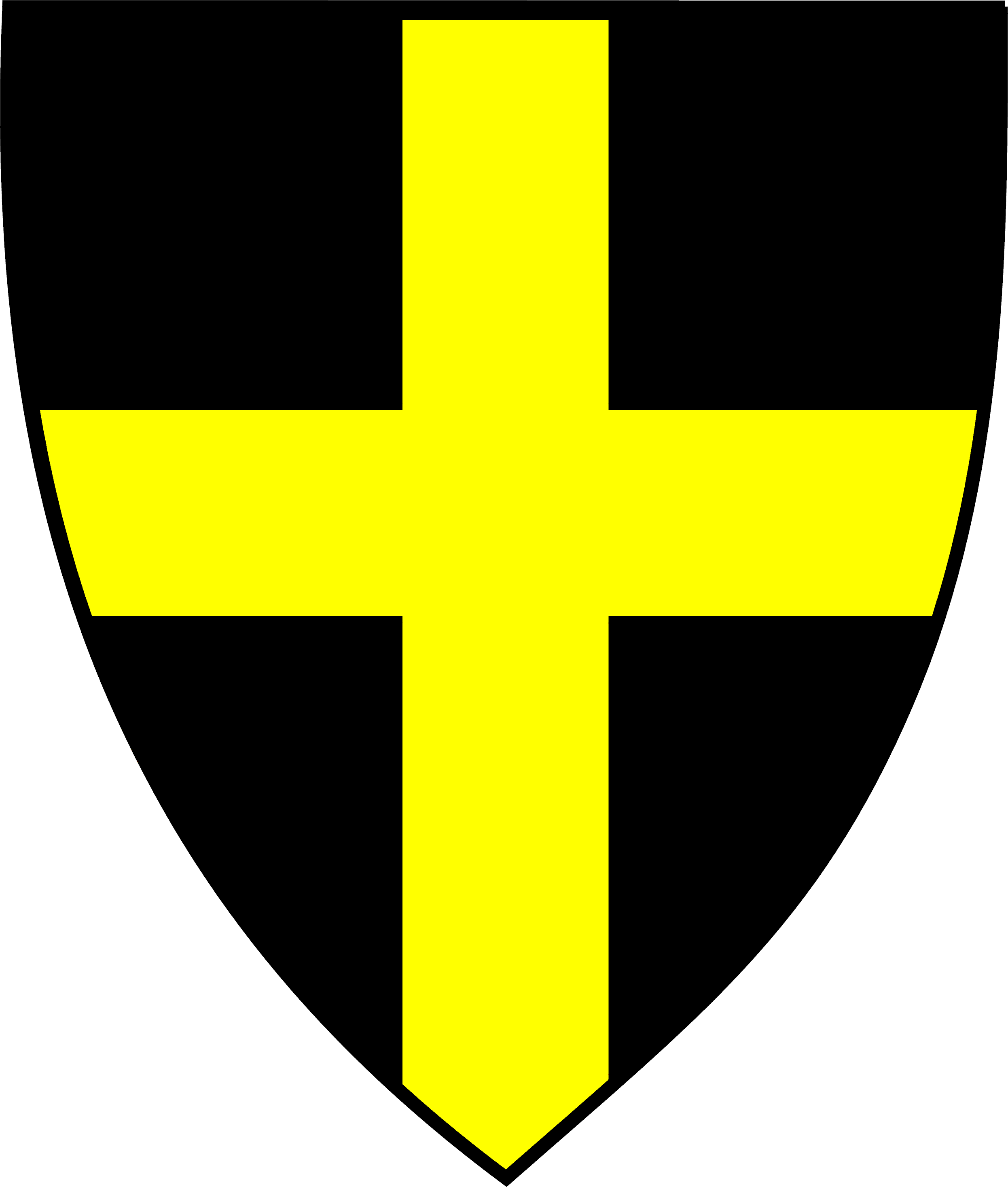
Herb diecezji litomyskiej

Biskupi litomyscy – lista biskupów pełniących swoją posługę w diecezji litomyskiej.
Biskupstwo Litomyśla zostało ustanowione w 1344. Zanikło podczas wojen husyckich. Jego ostatni biskupi sprawowali władzę jedynie formalnie. W XVII w. na jego miejsce powstało biskupstwo Hradec Králové. Tytuł biskupa Litomyśla nadaje się biskupom tytularnym.

## Biskupi ordynariusze
| L.p. | Lata rządów | Imię i nazwisko                   |
| ---- | ----------- | --------------------------------- |
| 1.   | 1344–1353   | bp Jan I                          |
| 2.   | 1353–1364   | bp Jan II ze Środy                |
| 3.   | 1364–1368   | bp Albrecht von Sternberg         |
| 4.   | 1368–1371   | bp Peter Jelito                   |
| 5.   | 1371–1380   | bp Albrecht von Sternberg         |
| *    | 1379–1387   | bp Heinrich Kluk von Klučov       |
| 6.   | 1380–1387   | bp Jan III Sobiesław Luksemburski |
| 7.   | 1388–1418   | bp Jan IV Železný                 |
| 8.   | 1420–1442   | bp Albrecht z Březí               |
| 9.   | 1441–1449   | bp Matthias Kučka                 |
| *    | 1446–1453   | bp Beneš von Zwittau              |
| *    | 1462        | bp Elias von Neuhaus              |
| 10.  | 1474        | bp Johannes VI Bavor              |
| *    | 1478–1492   | bp Elias von Neuhaus              |
| *    | 1552        | ks. Lukas                         |
| *    | 1554        | ks. Wolfgang                      |

## Biskupi pomocniczy
- 1355–1370 Maciej ze Środy

## Biskupi tytularni
- od 1982 Jaroslav Škarvada